# Madocsán
Madocsán (szlovákul Madočany) Liptótepla része Szlovákiában, a Zsolnai kerület Rózsahegyi járásában.

## Fekvése
Rózsahegytől 9 km-re keletre fekszik. Liptótepla északi nyúlványát alkotja.

## Története
1326-ban említik először. A falut a 14. századi okirat hamisító Literátus János tette híressé. A Madocsáni, majd a Kubinyi család birtoka volt.
A 18. század végén Vályi András így ír róla: „MADOCSÁN. Tót falu Liptó Várm. földes Urai Kubinyi, és Madocsányi Uraságok, lakosai katolikusok, fekszik Teplához nem meszsze, mellynek filiája, határjának 2/3 része jó, fája, és legelője elég van.”
Fényes Elek 1851-ben kiadott geográfiai szótárában így ír a faluról: „Madocsán, tót falu, Liptó vármegyében, Lucskihoz 1/4 órányi távolságra egy völgyben: 118 kath., 25 evang., 17 zsidó lak. Kicsiny határa középszerü; erdeje, juhtenyésztése, csinos kastélya, és pálinkafőző házai nevezetesek. F. u. Madocsányi, Kubinyi. Ut. posta Rosenberg.”
1917-ben Lucskit csatolták hozzá, de az ma már önálló község, Madocsán pedig ma Liptóteplához tartozik. A trianoni diktátumig Liptó vármegye Németlipcsei járásához tartozott.

## Népessége
1910-ben 104, túlnyomórészt szlovák lakosa volt.

## Nevezetességei
- Klasszicista kastélya 1830 körül épült. Korábban park és gazdasági épületek övezték.

## Neves személyek
- Madocsánban született 1600-ban Révay László hadi főbiztos, várkapitány.
- Madocsánban hunyt el 1616-ban Esterházy Magdolna.

## Külső hivatkozások
- Madocsán Szlovákia térképén

## Lásd még
- Liptótepla